# Elecciones federales de México de 2018 en Sonora
Las Elecciones federales en Sonora de 2018 se llevaron a cabo el domingo 1 de julio de 2018, renovándose los titulares de los siguientes cargos de elección popular:
Diputados Federales de Sonora: 7 Electos por mayoría relativa elegidos en cada uno de los Distritos electorales, mientras otros son elegidos mediante representación proporcional. 
Senadores por Sonora: 2 Electos por mayoría relativa y uno por representación proporcional

## Congreso de la Unión (Datos locales)
|  | 14.61 % |

|  | 24.99 % |

|  | 4.07 % |

|  | 4.30 % |

|  | 2.82 % |

|  | 5.25 % |

|  | 2.42 % |

|  | 39.64 % |

|  | 1.85 % |

|  | 96.50 % |

|  | 3.50 % |

|  | 100 % |